# Papiro 91
O Papiro 91 ({\displaystyle {\mathfrak {P}}}91) é um antigo papiro do Novo Testamento que contém fragmentos dos  capítulos dois e três dos Actos dos Apóstolos (2:30-37; 2:46-3:2).

## Bikbliografia
- Claudio Galazzi, P. Mil. Vogl. Inv. 1224 NT, Act. 2,30-37 e 2,46-3,2, Bulletin of the American Society of Papyrologists 19 (New Haven: 1982), pp. 39-45.
- S. R. Pickering, Zeitschrift für Papyrologie und Epigraphik 65 (Bonn: 1986), pp. 76-79.